# Peter Billingsley
Peter Billingsley (New York, 16 aprile 1971) è un attore, regista e produttore cinematografico statunitense.

## Carriera
È conosciuto soprattutto per il ruolo di Ralphie Parker nel film A Christmas Story - Una storia di Natale e nel suo seguito A Christmas Story Christmas.

## Filmografia parziale

### Attore
Cinema
- Crazy Runners - Quei pazzi pazzi sulle autostrade (Honky Tonk Freeway), regia di John Schlesinger (1981)
- Paternity, regia di David Steinberg (1981)
- Death Valley - Una vacanza nell'estremo terrore (Death Valley), regia di Dick Richards
- A Christmas Story - Una storia di Natale (A Christmas Story), regia di Bob Clark (1983)
- Sogno a due ruote (The Dirt Bike Kid), regia di Hoite C. Caston (1985)
- Mamma ho acchiappato un russo (Russkies), regia di Rick Rosenthal (1987)
- Beverly Hills Brats, regia di Jim Sotos (1989)
- Elf - Un elfo di nome Buddy (Elf), regia di Jon Favreau (2003) - non accreditato
- Ti odio, ti lascio, ti... (The Break-Up), regia di Peyton Reed (2006)
- Iron Man, regia di Jon Favreau (2008)
- Tutti insieme inevitabilmente (Four Christmases), regia di Seth Gordon (2008)
- Una rete di bugie (A Case of You), regia di Kat Coiro (2013)
- Spider-Man: Far from Home, regia di Jon Watts (2019)
- A Christmas Story Christmas, regia di Clay Kaytis (2022)

Televisione
- La casa nella prateria  - Episodio 8x12 (1982)
- Massarati and the Brain (1982) - film TV
- The Hoboken Chicken Emergency (1984) - film TV
- Autostop per il cielo (1985)
- Punky Brewster (1985-1986)
- L'ultima frontiera (1986) - film TV
- Blue Jeans (1993)
- Family Reunion: A Relative Nightmare (1995)
- Sherman Oaks (1996-1997)

### Produttore
Cinema
- Made - Due Imbroglioni a New York (2001)
- Zathura - Un'avventura spaziale (2005)
- Iron Man (2008) - produttore esecutivo
- The Opening Act (2020)
- Christmas with the Campbells (2022)

Televisione
- Dinner for Five (2001-2005)
- Pursuit of the Truth (2013) - produttore esecutivo
- Sullivan & Son (2012-2014) - produttore esecutivo
- Undeniable with Dan Patrick (2015-2017) - produttore esecutivo
- Fear(Less) with Tim Ferriss (2017) - produttore esecutivo
- F is for Family (2015-2021) - produttore esecutivo

### Regista
Cinema
- L'isola delle coppie (Couples Retreat) (2009)
- Tempo limite (Term Life) (2016)

Televisione
- Sullivan & Son (2012-2014) - 6 episodi

## Doppiatori italiani
Nelle versioni in italiano delle opere in cui ha recitato, Peter Billingsley è stato doppiato da:
- Fabrizio Manfredi in La casa nella prateria
- Giuppy Izzo in A Christmas Story - Una storia di natale
- Luigi Scribani in Ti odio, ti lascio, ti...
- Raffaele Palmieri in Spider-Man: Far from Home
- Franco Mannella in A Christmas Story Christmas